# Borpatak
Borpatak (románul: Valea Borcutului) falu Romániában, Erdélyben, Beszterce-Naszód megyében.

## Fekvése
Oláhszentgyörgy (Sângeorz-Băi) közelében fekvő település.

## Története
Borpatak korábban Oláhszentgyörgy (Sângeorz-Băi) része volt, 1956 körül vált külön, ekkor 1196 lakosa volt.
1966-ban 1206 lakosából 1167 román, 35 magyar, 4 német volt. 1977-ben 965 lakosából 964 román volt. 1992-ben 1034 román lakosa volt. A 2002-es népszámláláskor pedig 1299 lakosából 1291 román, 8 cigány volt.